# 米蘭·巴代利
米蘭·巴代利（發音：[mǐlan bǎdeʎ]；1989年2月25日—）是克羅地亞的一位足球運動員。在場上司職中場。曾效力于意甲球隊佛罗伦萨，現效力热那亚。他也代表克羅地亞國家足球隊參賽。